# Carybdea morandinii
Carybdea morandinii Straehler-Pohl & Jarms, 2011 è una cubomedusa tropicale della famiglia Carybdeidae.

## Distribuzione e habitat
La specie è stata identificata allo zoo di Amburgo, in un corallo portato dall'est asiatico. La sua distribuzione negli oceani è incerta.

## Descrizione

### Fase polipoide
Ciò che contraddistingue la C. morandinii  è la sua fase polipoide, a forma di anfora. I polipi si sviluppano in solitario, lontano dagli altri congeneri. La lunghezza è di 1.8mm a 0.9 mm di largo e dispone di 9 a 24 tentacoli attorno. La cavità gastrica non è settata però è formata da due camere, con un diaframma che si origina nell'endoderma e separa la camera superiore (detta iposoma) da quella inferiore.
Il polipo si nutre di piccoli crostacei come l'Artemia salina. Se una preda è già nello stomaco quando una seconda viene catturata, allora quest'ultima viene trasferita nella prima camera prima che la bocca si chiuda ed il diaframma si apra per inviarla nello stomaco, dove raggiunge la prima preda semi-digerita. Le parti non digerite vengono sputate in acqua con un meccanismo inverso: i residui vengono spostati nell'iposoma con la bocca ancora chiusa e poi spinti nell'ambiente esterno solo una volta che il diaframma si è richiuso. Questo meccanismo a camere d'equilibrio evita di disperdere la concentrazione di elementi gastrici dello stomaco nell'ambiente.
In caso di cambiamenti estremi delle condizioni vitali, come la salinità o la temperatura dell'acqua, i polipi di C. morandinii  prendono una forma sferica, "a palla", e rimangono così contratti in uno strato di muco trasparente che si solidifica formando una ciste che permette la sopravvivenza in condizioni ambientali sfavorevoli. Un simile comportamento protettivo del polipo è stato osservato anche nella Tripedalia cystophora, nella Alatina alata, nella Carybdea marsupialis, nella Carybdea sivickisi e nella Chironex fleckeri.
La metamorfosi da polipo a medusa dura da tre a sette giorni; il tempo dipende dalla temperatura dell'acqua e dalla luminosità. La trasformazione è totale, come nel caso della C. marsupialis e della T. cystophora, ossia che la giovane medusa si distacca dal substrato assieme a quanto rimane del peduncolo del polipo.

### Fase medusoide
Le dimensioni della medusa adulta sono piccole: l'ombrella misura 5 mm di diametro in media, per 7 mm di lunghezza. I quattro tentacoli sono sottili e filiformi, mentre vi sono nematocisti anche sull'esombrella, anche se circolari e di dimensioni molto ridotte (0.03-0.04 mm).